# Registres paroissiaux et d'état civil à Paris
Vous lisez un « bon article » labellisé en 2013.

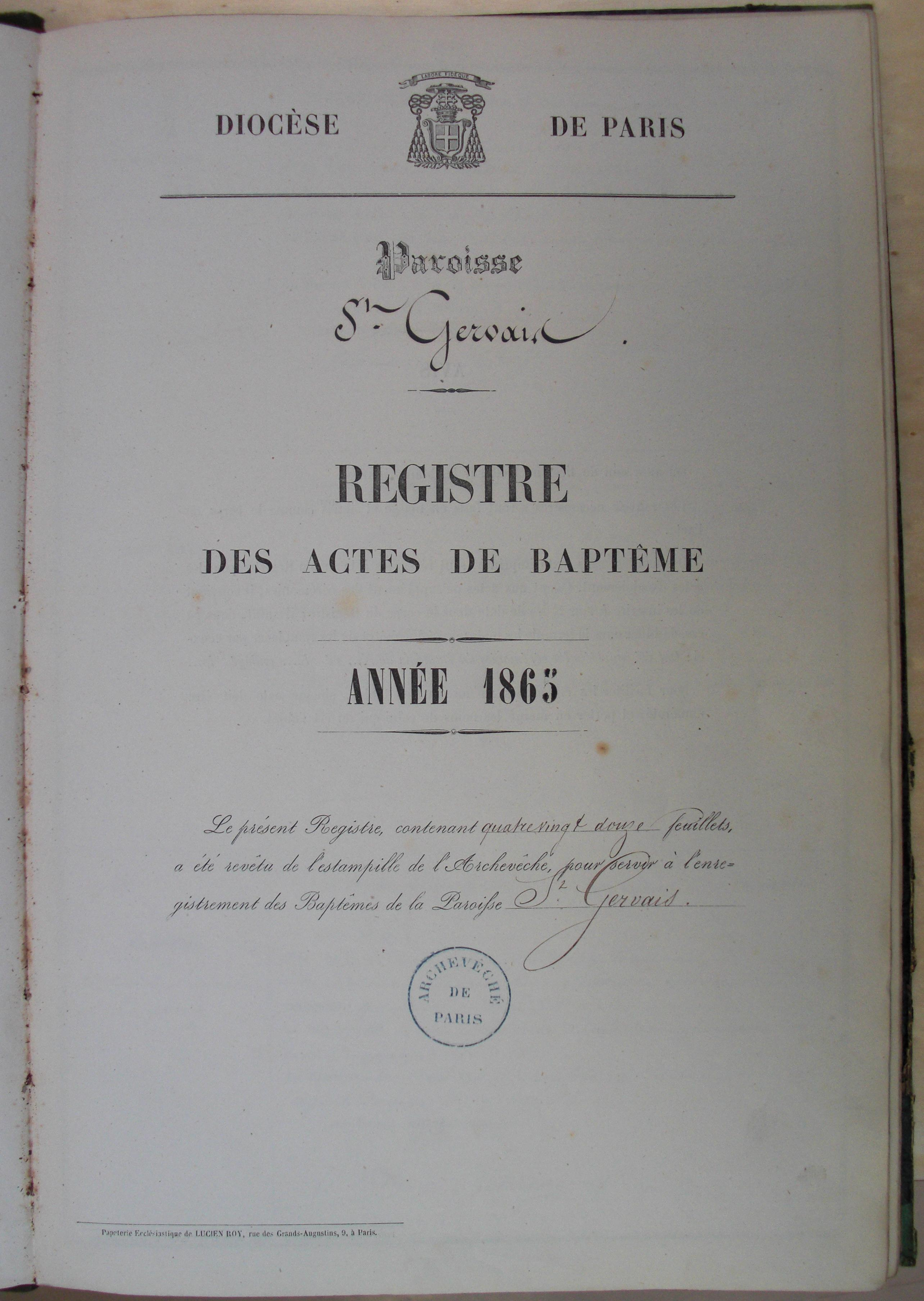
Première page du registre des baptêmes de l'église Saint-Gervais pour l'année 1865.

Les registres paroissiaux et d'état civil à Paris sont des documents contenant les actes qui permettent d'établir officiellement la filiation des personnes nées, baptisées, mariées, divorcées, décédées ou inhumées à Paris, dans ses limites administratives variables au cours du temps. Depuis le XVIe siècle, la capitale dispose d’une exceptionnelle quantité de registres paroissiaux du fait de sa taille et du nombre élevé de ses paroisses. L'ensemble est assorti de répertoires.
En mai 1871, pendant la Commune, la plus grande partie des archives de Paris, dont son état civil, subit une catastrophe majeure : des incendies volontaires détruisent presque intégralement les registres paroissiaux du XVIe siècle à 1792 et les registres d'état civil de 1793 à 1859, pourtant conservés sur deux sites différents. En quelques heures, les flammes anéantissent près de 11 500 registres contenant plus de 8 millions de documents. Il en résulte une lacune béante et définitive, qui rend aujourd'hui difficile la recherche historique et généalogique à Paris.

## Registres paroissiaux de l'Ancien Régime

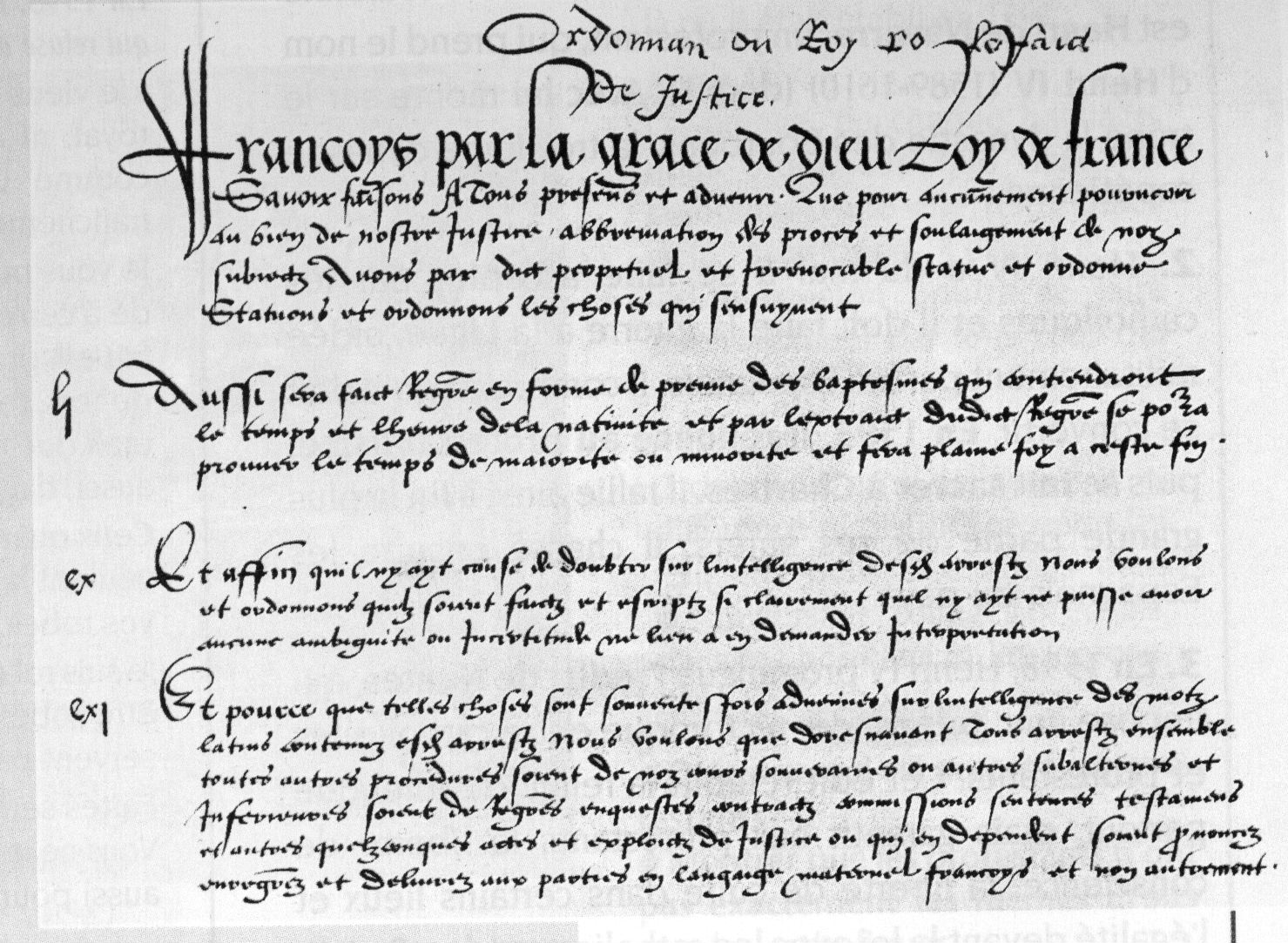
Préambule de l'ordonnance de Villers-Cotterêts.

Le plus ancien registre paroissial connu à Paris concerne la paroisse Saint-Jean-en-Grève. Au format d'agenda, rédigé en latin, il couvre la période d'avril 1515 à novembre 1521. Des registres de baptêmes sont ouverts dès 1525 dans les paroisses Saint-André-des-Arts et Saint-Jacques-la-Boucherie. Les premiers registres de sépultures, à Saint-Josse et Saint-Landry, datent de 1527.

En août 1539, François Ier promulgue l'ordonnance de Villers-Cotterêts qui demande aux curés de tenir, en langue française, un registre des baptêmes célébrés dans leur église (article 51) : 

« Aussi sera faict registre en forme de preuve des baptêmes, qui contiendront le temps et l'heure de la nativité, et par l'extrait dudit registre, se pourra prouver le temps de la majorité ou minorité et fera pleine foy à cette fin. »

 Avant cette obligation légale, quinze paroisses parisiennes tiennent déjà des registres de baptêmes, trois des registres de mariages et une des registres de sépultures.
Présidé par le pape Paul III de 1545 à 1563, le concile de Trente demande lui aussi aux curés de tenir un registre des baptêmes administrés dans leur paroisse. Les noms des parrains et marraines doivent y figurer pour éviter les mariages de personnes liées par une parenté spirituelle (par exemple, un parrain et sa filleule ne peuvent se marier). Le concile prescrit aussi que le mariage, contracté librement devant un curé et deux ou trois témoins, soit précédé d'une publication des bans et inscrit dans un registre ad hoc. Il prône aussi l'union des enfants sans le consentement de leurs parents.
En mai 1579, l'ordonnance de Blois étend à toute la France l'obligation de tenir des registres pour les mariages et les sépultures. Par l'ordonnance de Saint-Germain-en-Laye d’avril 1667, le « Code Louis » impose la tenue de ces registres en double exemplaire : le premier (la minute) reste dans la paroisse et le double (la grosse) est déposé au greffe du tribunal. À Paris, le greffe du Châtelet conserve le second exemplaire, dont les plus anciens remontent à 1668.
En 1790, la capitale compte une cinquantaine de paroisses. La loi du 27 juin 1790, votée par l'Assemblée constituante, réorganise la municipalité parisienne et la divise en quarante-huit sections. La ville devient alors chef-lieu du département de la Seine, qui comprend aussi un certain nombre de communes proches.

## État civil créé par la Révolution (1792)

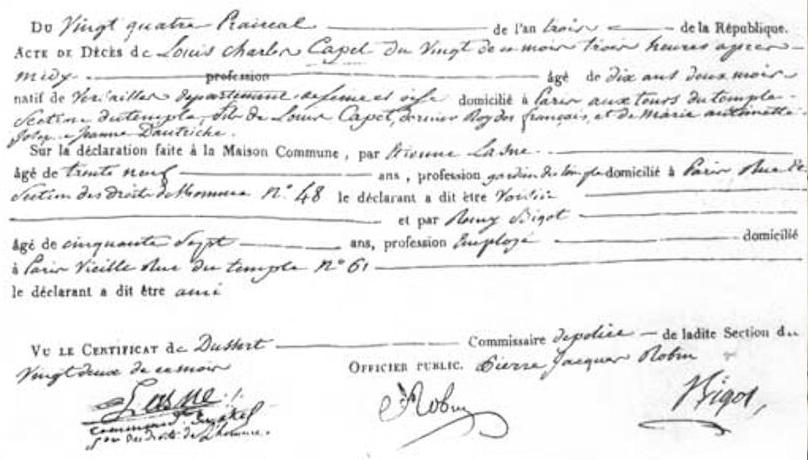
Acte de décès de Louis XVII en date du 12 juin 1795.

Par la loi du 22 juin 1792, l'Assemblée législative pose comme principe que les municipalités recevront et conserveront les actes de l'état civil. En conséquence, elle vote le décret du 20 septembre 1792 qui crée l'état civil. À partir du 1er janvier 1793, on confie aux maires le soin de rédiger, en double exemplaire, les actes de naissance, de mariage et de décès (titres I à V). Ce décret impose aussi à toutes les paroisses catholiques de déposer en mairie leurs registres paroissiaux depuis l'origine (titre VI). Il fait partie des derniers textes votés par l'Assemblée législative qui, dès le lendemain, laisse place à la Convention.
Conformément au décret du 20 septembre 1792, les registres paroissiaux sont remis aux mairies des douze arrondissements créées à Paris par la loi du 19 vendémiaire an IV (11 octobre 1795). Le Palais de justice, sur l'Île de la Cité, reçoit les doubles de ces registres avec ceux des communes du nouveau département de la Seine, qui conservent leur collection communale.
Bien qu'ils aient perdu, en 1792, leur rôle dans la tenue de l'état civil, les prêtres catholiques continuent d'enregistrer les baptêmes, mariages et sépultures qu'ils célèbrent. Appelés « registres de catholicité », ces cahiers sont conservés, à partir de 1793, dans chaque paroisse parisienne. La loi du 4 février 1791 a réduit à trente-trois le nombre des paroisses de la capitale : elle en a supprimé vingt-sept et en a créé  neuf,. La plupart des registres de catholicité parisiens commence au début du XIXe siècle, à la suite du Concordat de 1801 signé entre Napoléon Bonaparte et le pape Pie VII. Ils sont tenus en deux exemplaire pour les baptêmes et les mariages mais en un seul pour les sépultures. L'article LV du Titre III du Concordat précise que « les registres tenus par les ministres du culte, n'étant et ne pouvant être relatifs qu'à l'administration des sacrements, ne pourront, dans aucun cas, suppléer les registres ordonnés par la loi pour constater l'état civil des Français. » Ce sont pourtant ces registres confessionnels qui serviront, en grande partie, à reconstituer l'état civil parisien après la catastrophe de 1871.

## Enceinte de Thiers (1844) - Réforme territoriale (1860)
Sur proposition de l'homme politique Adolphe Thiers dont elle portera le nom, une enceinte est édifiée autour de Paris, de 1841 à 1844, par ordre de Louis-Philippe Ier. En effet, le roi est convaincu que la défense du territoire suppose que la capitale ne puisse tomber aux mains d'armées étrangères, comme ce fut le cas en 1814 pendant la Bataille de Paris. Louis-Philippe veut donc ceinturer la ville de fortifications qui la rendront imprenable. Forte de cinquante-deux portes ou poternes, cette enceinte englobe non seulement la capitale mais aussi tout ou partie des communes limitrophes. Dans ces localités, les habitants échappent ainsi aux droits d'octroi qui frappent les Parisiens, auxquels le Mur des Fermiers généraux impose non seulement une limite administrative mais aussi une charge fiscale.

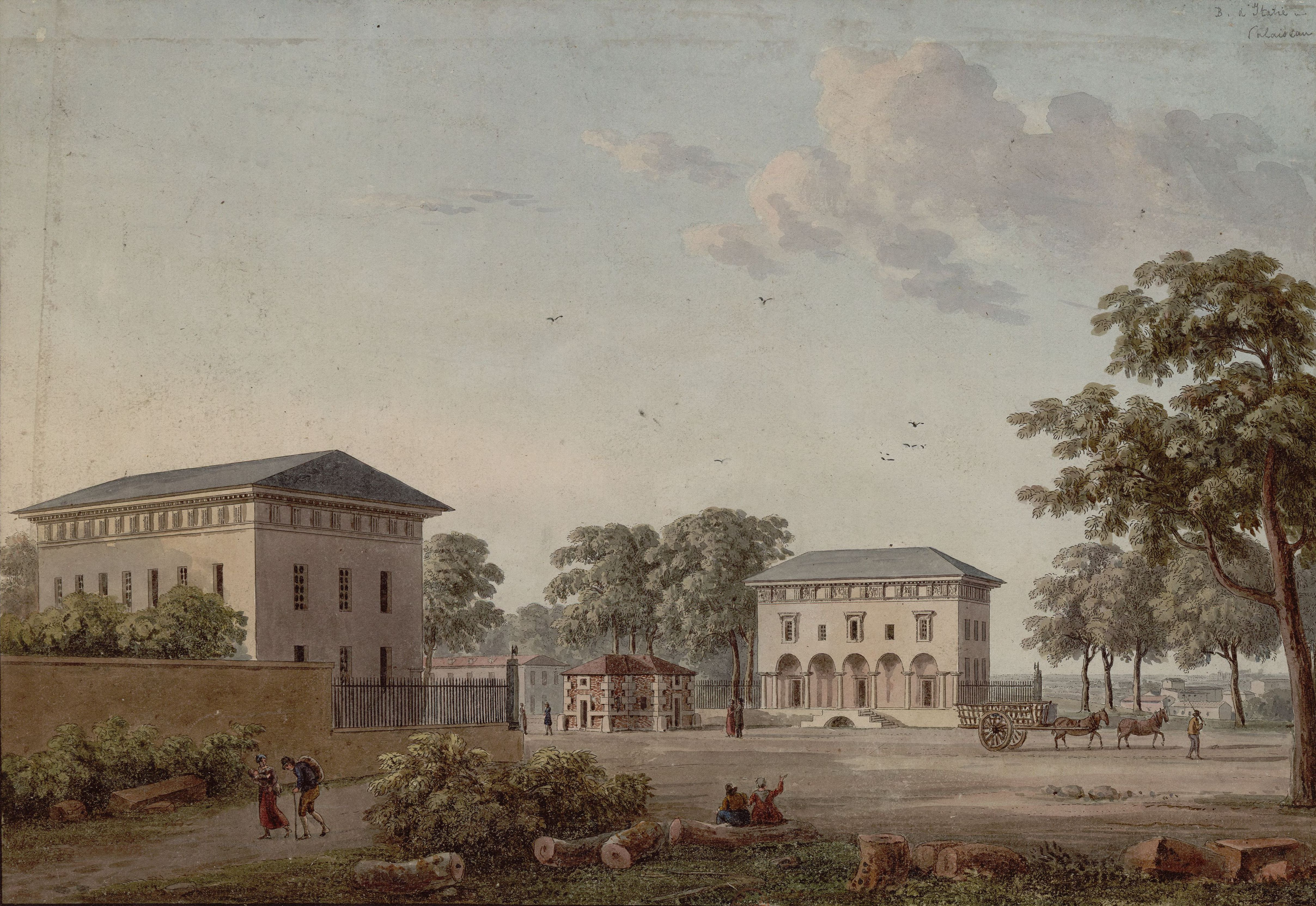
La barrière d'Italie en 1819.
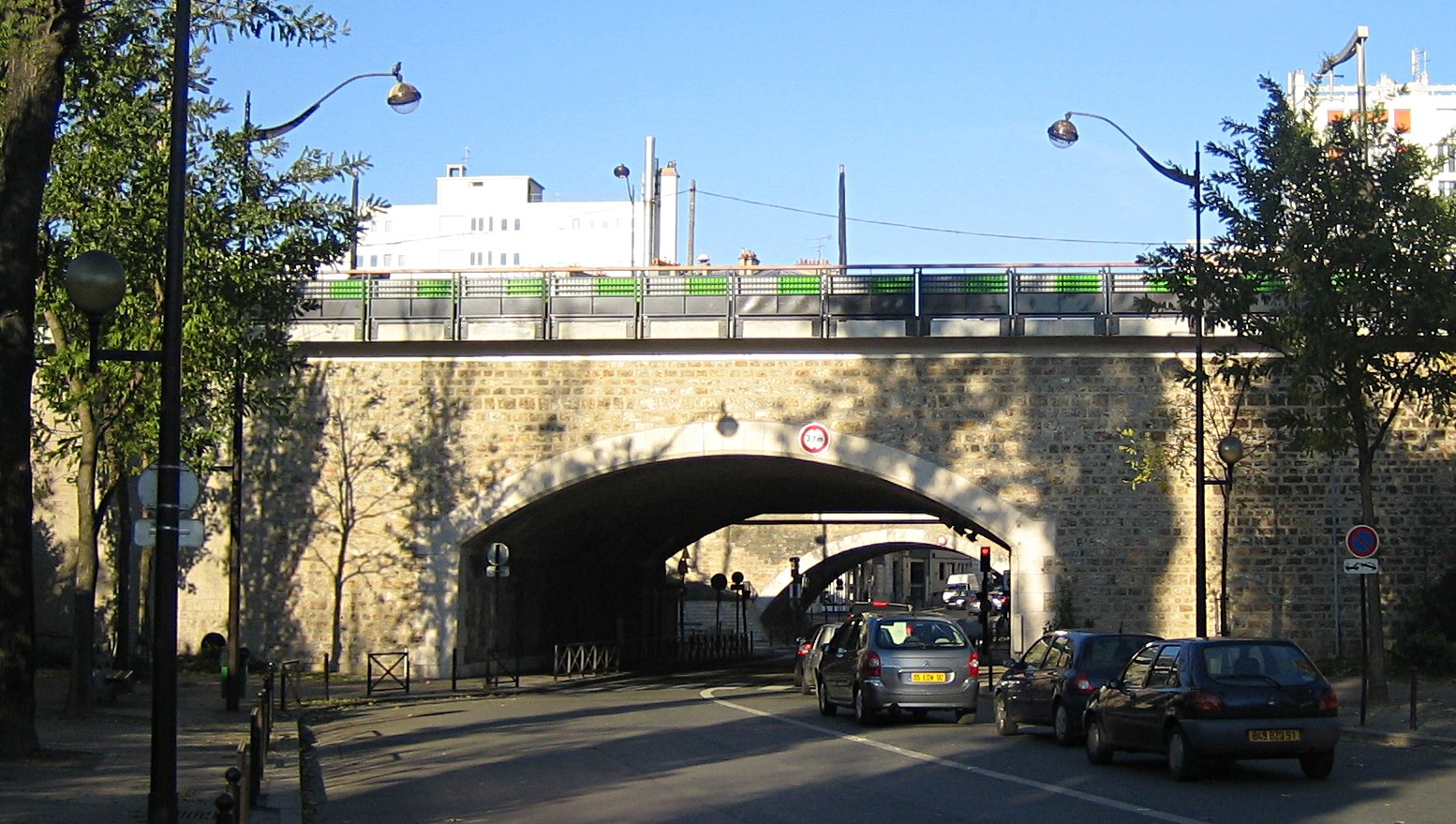
La Poterne des Peupliers, rare vestige de l'enceinte de Thiers.
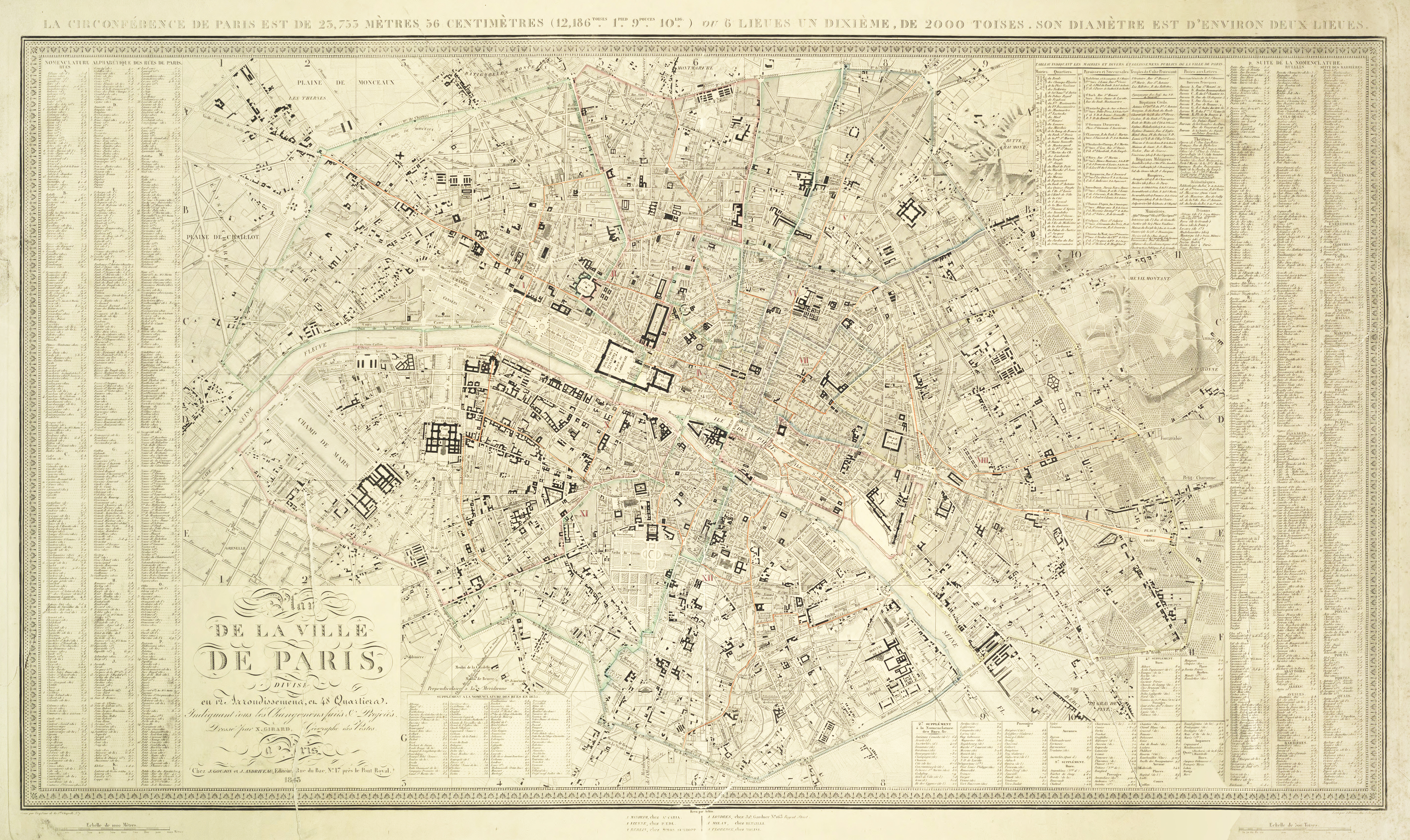
Plan de Paris (1843) divisé en douze arrondissements et 48 quartiers.
Les douze anciens arrondissements de Paris.
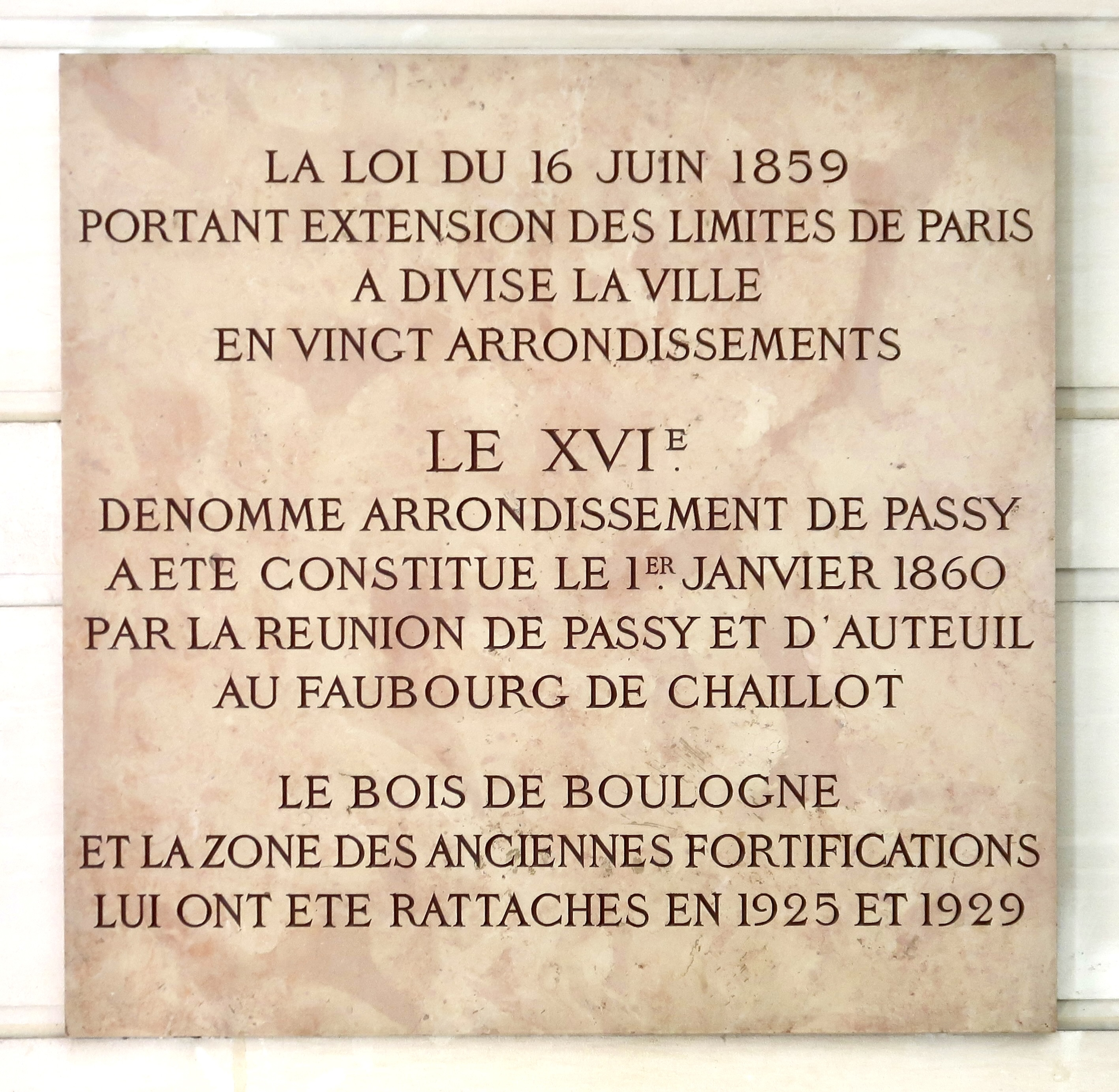
Plaque commémorative de la mairie du 16e arrondissement rappelant la réforme territoriale de 1860.

Par le décret du 16 février 1859 et la loi du 16 juin 1859, Napoléon III étend le territoire parisien jusqu'à l'Enceinte de Thiers. Le 1er janvier 1860, la ville passe de douze à vingt arrondissements. Elle absorbe, totalement ou en partie, certaines communes de la proche banlieue.
Les 11 communes entièrement annexées sont, du sud-ouest au sud-est en passant par le nord et l'est : Vaugirard ; Grenelle ; Auteuil ; Passy ; Batignolles-Monceau ; Montmartre ; La Chapelle ; La Villette ; Belleville ;  Charonne ; Bercy.
Les 13 communes partiellement annexées sont, du sud-ouest au sud en passant par le nord et l'est : Issy-les-Moulineaux ;  Neuilly ; Clichy ; Saint-Ouen ; Aubervilliers ; Pantin ;  Le Pré-Saint-Gervais ; Bagnolet ; Saint-Mandé ; Ivry ; Gentilly ; Vanves ;  Montrouge.
Comme les vingt arrondissements nouvellement créés sont géographiquement différents des douze anciens, les originaux des registres paroissiaux allant jusqu'à 1792 et des registres d’état civil couvrant la période de 1793 à 1859 sont entreposés à l’Hôtel de Ville, avec ceux des communes limitrophes entièrement annexées. Tous les doubles, composant la « collection du Greffe », sont stockés au Palais de justice. Les communes partiellement annexées conservent leurs registres originaux mais leurs doubles sont remis au Palais de justice.

## Destructions par la Commune (1871)

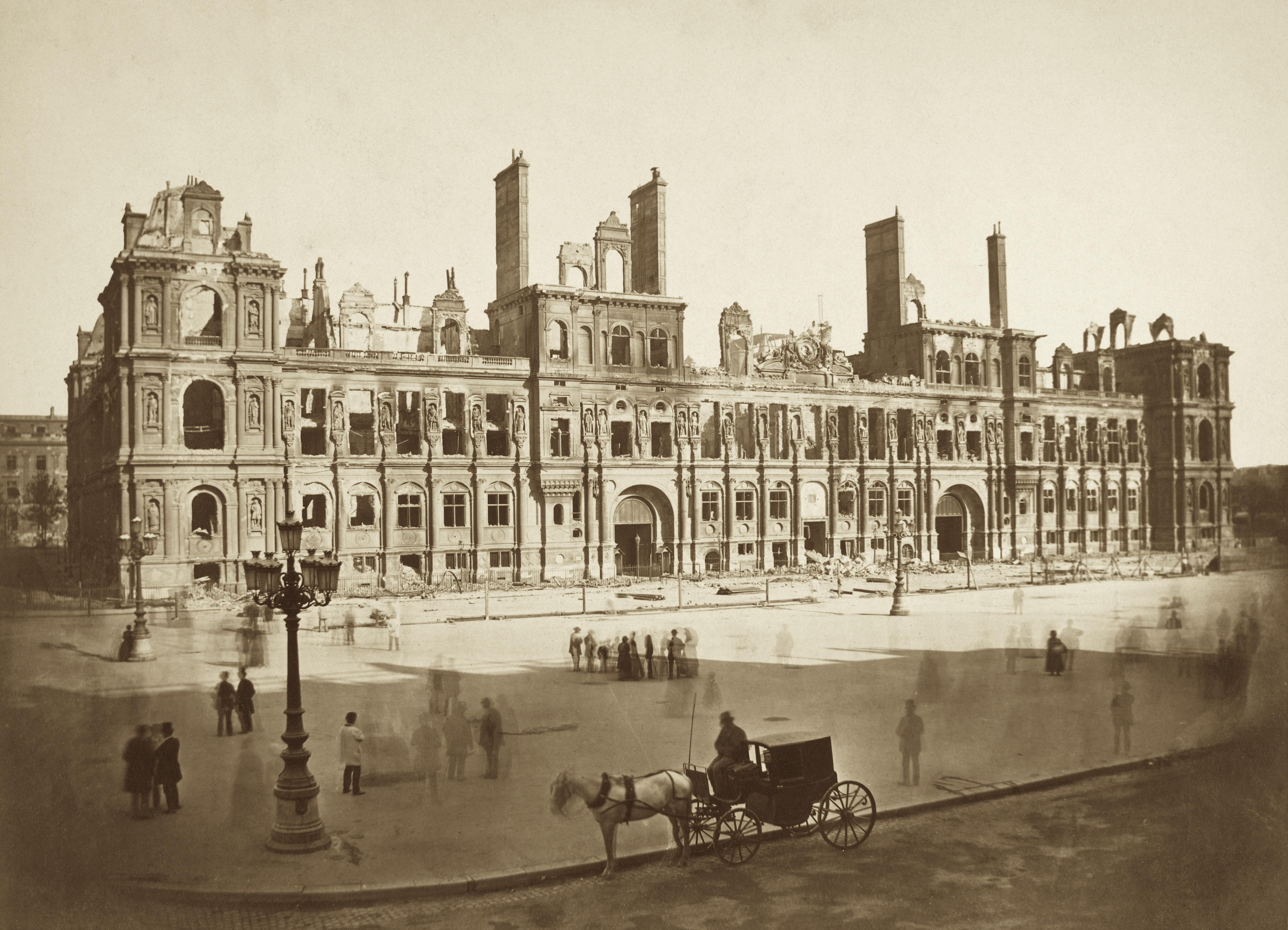
L'hôtel de ville de Paris après sa destruction par des Communards en 1871.

Le 23 mai 1871, à l'initiative de l'anarchiste Jean-Louis Pindy, des Communards mettent le feu à de nombreux bâtiments publics, dont l’Hôtel de Ville de Paris. L'état civil se trouve dans une annexe de l'Hôtel de Ville sise 4 avenue Victoria, incendiée en premier. Les originaux  des registres d'état civil et des cahiers paroissiaux sont alors anéantis en quelques heures, de même que la collection complète de la Bibliothèque historique de la ville de Paris qui avait été transférée à l’Hôtel de Ville. Quelques jours auparavant, le 17 mai 1871, Louise Michel avait prononcé, au « Club de la Trinité », ces paroles prémonitoires : « Paris sera à nous ou n’existera plus ! ».
Le 24 mai 1871, au lendemain de la destruction de l'Hôtel de Ville, des Communards incendient le Palais de justice sur ordre du blanquiste Théophile Ferré. Le second exemplaire de l'état civil et des registres paroissiaux, de Paris mais aussi de toutes les communes de la Seine, disparaît alors à son tour. Outre les bureaux de l'État civil, une grande partie du Palais est détruite : les locaux affectés au Tribunal de Première instance ; le Parquet général ; le Parquet du procureur de la République ; les Cabinets des juges d'instruction ; les deux salles des Cours d'assises, achevées deux ans auparavant ; une grande partie de la Cour de cassation ; la Cour d'appel ; la Salle des Pas-perdus et la Grand-chambre ; la Police correctionnelle ; les Archives...

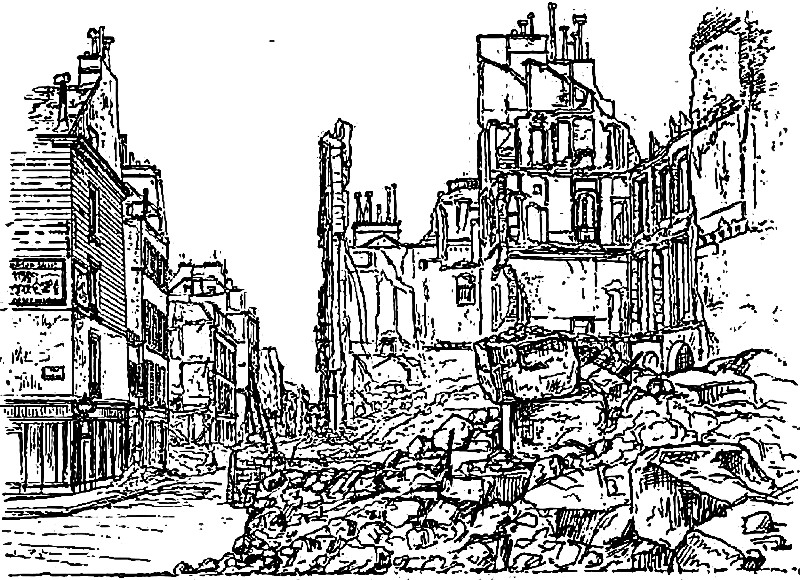
La maison de l'écrivain Prosper Mérimée, 52, rue de Lille à Paris totalement détruite par les incendies de 1871.

Pendant ces journées de guerre civile qui mettront fin à la Commune, de nombreux autres bâtiments parisiens sont incendiés, parfois accidentellement du fait de l'artillerie des deux camps. En quelques heures, des siècles d'histoire sont anéantis alors que flambent le palais des Tuileries ;  le Palais-Royal ; le palais d'Orsay, siège de la Cour des comptes ; le Ministère des finances ; le Palais de la Légion d'honneur, où disparaissent de nombreux dossiers de titulaires ; la Préfecture de police ; la bibliothèque du Louvre ; les Magasins généraux ; la gare de Lyon ; la maison de Prosper Mérimée située 52, rue de Lille, avec  toute sa correspondance et une partie de ses livres.
D'autres bâtiments échappent à la catastrophe : les Archives nationales, sauvées par Louis-Guillaume Debock qui empêche ses camarades communards d'y mettre le feu ; le Musée du Louvre ; la Sainte-Chapelle, déjà arrosée de pétrole ; Notre-Dame, où les internes de l'Hôtel-Dieu éteignent un début d'incendie ; le Grenier d'abondance, sur le bassin de l'Arsenal.
Avant la destruction de l’Hôtel de Ville et du Palais de justice, les Archives de Paris disposaient, pour la collection municipale, de :
- 4 114 registres paroissiaux antérieurs à 1792, comprenant 81 répertoires ;
- 47 registres de publications de bans ;
- 15 registres pour l’état civil des protestants[32] ;
- 7 300 registres d’état civil contenus dans 1 002 cartons pour la période 1792-1859[33].

L’ensemble des pertes représente plus de huit millions de documents<.
La mémoire de la population parisienne, conservée depuis le XVIe siècle, est alors pratiquement anéantie, celle du « peuple de Paris » comme celle des plus grands moments de l’histoire de France, dont les naissances, baptêmes, mariages, décès et sépultures de personnalités éminentes. Le comte de Chastellux, historien, écrit ainsi : « La destruction des registres de l'État-civil, déposés aux archives de la ville de Paris (avenue Victoria), et au greffe du tribunal civil de la Seine, n'est pas seulement une cause profonde de perturbation pour les familles, elle est encore infiniment affligeante au point de vue historique. C'était la collection la plus complète de ce genre qui existât en France ; elle remontait au règne de François Ier, et dans plus de cent cinquante mille registres était contenue la solution d'une infinité de questions : l'historien, le biographe, le généalogiste, le topographe, l'amateur d'autographes, y trouvaient une mine féconde et précieuse. » Dans sa seconde édition en 1872 de son Dictionnaire critique de biographie et d'histoire, l'archiviste Auguste Jal note quant à lui : « Les Archives de l'État civil de Paris ont été anéanties par le feu, au Palais de Justice et au dépôt de l'avenue Victoria, pendant ces jours sanglants de haine furieuse, de criminelles entreprises, d'actions folles et sauvages qui ont signalé les quelques jours du milieu du mois de mai 1871. Il était tout naturel que les hommes qui voulaient abolir la famille missent dans leur programme d'incendiaires la disparition des actes qui établissaient les filiations de toutes les familles, généalogie certaine du peuple, de la bourgeoisie, de la noblesse. [...] Il leur fallait brûler les preuves des mariages de leurs aïeux, de leurs pères, d'eux-mêmes et de leurs enfants. Ils ne voulaient plus de mariages, que leur importaient les registres des anciennes paroisses de Paris et ceux des municipalités où étaient inscrits les actes dont le recueil, pour chacun d'eux, composait l'histoire de sa famille. [...] Ils savaient qu'on allait perdre les actes constatant leur naissance, celles de leurs femmes, de leurs enfants et de leurs grands parents, et ils ne s'arrêtaient pas devant cette considération que ces naissances resteraient incertaines, sans preuves dans l'avenir. Ce que respectent tous les gens sensés qui vivent en société n'est plus que cendre jetée au vent. [...] Si je prévoyais les révolutions, si je pensais qu'on pourrait revoir la terreur, je ne prévoyais pas qu'on s'attaquerait à d'innocents recueils de documents où le pauvre, le roturier, l'artiste, l'artisan, sont côte à côte avec le riche, le noble, le partisan, le ministre, le prince. »
En 1847, A. Taillandier publie une liste des dates de début des registres paroissiaux de plusieurs villes, en distinguant naissances (baptêmes), mariages et décès (sépultures). Au chapitre de Paris, après avoir transcrit textuellement les plus anciens actes, il donne la liste des paroisses. Pour plusieurs d'entre elles qui n'en étaient pas sous l'Ancien régime, telles Saint-Amboise, Saint-François d'Assise, Saint-Germain-des-Prés ou Notre-Dame, les registres débutent en 1791.
| Paroisse                                                                      | Naissances | Mariages | Décès | Paroisse                              | Naissances | Mariages | Décès |
| ----------------------------------------------------------------------------- | ---------- | -------- | ----- | ------------------------------------- | ---------- | -------- | ----- |
| Saint-Ambroise                                                                | 1791       | 1791     | 1791  | Saint-Jean-de-Latran                  | 1592       | 1592     | 1592  |
| Saint-André-des-Arcs                                                          | 1525       | 1545     | 1545  | Saint-Josse                           | 1527       | 1527     | 1527  |
| Saint-Antoine                                                                 | 1791       | 1791     | 1791  | Saints-Innocents                      | 1561       | 1561     | 1561  |
| Saint-Augustin                                                                | 1791       | 1791     | 1791  | Saint-Landry                          | 1527       | 1527     | 1527  |
| Saint-Barthélemi                                                              | 1551       | 1578     | 1598  | Saint-Laurent                         | 1527       | 1611     | 1622  |
| Saint-Benoît                                                                  | 1540       | 1586     | 1590  | Saint-Leu et Saint-Gilles             | 1533       | 1635     | 1608  |
| Bonne-Nouvelle                                                                | 1628       | 1639     | 1665  | Saint-Louis-en-l'Île                  | 1623       | 1624     | 1624  |
| Cardinal Lemoine                                                              | 1688       | 1688     | 1631  | Saint-Louis-du-Louvre                 | 1603       | 1603     | 1603  |
| Sainte-Chapelle Basse                                                         | 1568       | 1568     | 1559  | Sainte-Madeleine-de-la-Cité           | 1539       | 1610     | 1610  |
| Saint-Pierre-de-Chaillot                                                      | 1620       | 1620     | 1620  | Sainte-Madelaine-de-la-Ville-l'Évêque | 1598       | 1650     | 1624  |
| Sainte-Croix-en-la-Cité                                                       | 1548       | 1548     | 1513  | Saint-Marcel                          | 1546       | 1620     | 1620  |
| Saint-Côme                                                                    | 1539       | 1547     | 1592  | Sainte-Marguerite                     | 1663       | 1713     | 1637  |
| Saint-Christophe                                                              | 1597       | 1649     | 1597  | Sainte-Marine                         | 1634       | 1634     | 1634  |
| Saint-Denis-de-la-Châtre (pour Chartre)                                       | 1550       | 1550     | 1550  | Saint-Martial                         | 1597       | 1657     | 1657  |
| Saint-Étienne-du-Mont                                                         | 1530       | 1668     | 1669  | Saint-Médard                          | 1545       | 1542     | 1692  |
| Saint-Eustache                                                                | 1529       | 1580     | 1568  | Saint-Merry                           | 1536       | 1557     | 1630  |
| Saint-François-d'Assise                                                       | 1791       | 1791     | 1791  | Saint-Nicolas-des-Champs              | 1580       | 1605     | 1589  |
| Sainte-Geneviève-des-Ardents                                                  | 1551       | 1551     | 1551  | Saint-Nicolas-du-Chardonnet           | 1536       | 1603     | 1538  |
| Saint-Germain-l'Auxerrois                                                     | 1528       | 1541     | 1668  | Notre-Dame                            | 1791       | 1634     | 1791  |
| Saint-Germain-des-Prés                                                        | 1791       | 1791     | 1791  | Sainte-Opportune                      | 1541       | >>       | >>    |
| Saint-Germain-le-Vieil                                                        | 1545       | 1545     | 1515  | Saint-Paul                            | 1539       | 1560     | 1585  |
| Saint-Gervais                                                                 | 1531       | 1608     | 1639  | Saint-Pierre-aux-Bœufs                | 1578       | 1578     | 1578  |
| Gros-Caillou                                                                  | 1738       | 1738     | 1738  | Saint-Pierre-des-Arcis                | 1539       | 1539     | 1539  |
| Saint-Hilaire                                                                 | 1547       | 1547     | 1664  | Saint-Philippe-du-Roule               | 1697       | 1697     | 1697  |
| Saint-Hippolyte                                                               | 1604       | 1633     | 1653  | Qunize-Vingts                         | 1636       | 1636     | 1636  |
| Saint-Honoré                                                                  | 1593       | 1593     | 1593  | Saint-Roch                            | 1578       | 1595     | 1595  |
| Saint-Jacques-la-Boucherie                                                    | 1525       | 1523     | 1613  | Saint-Sauveur                         | 1545       | 1627     | 1571  |
| Saint-Jacques-du-Haut-Pas                                                     | 1567       | 1615     | 1665  | Saint-Séverin                         | 1537       | 1599     | 1594  |
| Saint-Jacques-l'Hôpital                                                       | 1616       | 1616     | 1615  | Saint-Sulpice                         | 1537       | 1544     | 1604  |
| Saint-Jean-en-Grève                                                           | 1526       | 1515     | 1629  | Saint-Thomas-d'Aquin                  | 1791       | 1791     | 1791  |
| Saint-Jean-le-Rond                                                            | 1655       | 1655     | 1655  | Saint-Victor                          | 1594       | 1594     | 1594  |
| Source : Notice historiques sur les anciens registres de l'état civil à Paris |            |          |       |                                       |            |          |       |

En 1890, E. Welvert publie un état sommaire des archives anciennes du département de la Seine, détruites en 1871, état établi par un archiviste de la Préfecture nommé Aubert. Des différences de date apparaissent entre ces deux listes, certaines paroisses manquent dans une liste ou dans l'autre.
| Paroisse                                                                  | Dates extrêmes | Registres | Paroisse                           | Dates extrêmes | Registres |
| ------------------------------------------------------------------------- | -------------- | --------- | ---------------------------------- | -------------- | --------- |
| Saint-André-des-Arts                                                      | (1525-1789)    | 55        | Saint-Laurent                      | (1527-1789)    | 229       |
| Saint-Barthélemy                                                          | (1551-1791)    | 54        | Saint-Leu et Saint-Gilles          | (1533-1790)    | 53        |
| Saint-Benoît                                                              | (1540-1790)    | 56        | Saint-Louis-du-Louvre              | (1603-1791)    | 4         |
| Bonne-Nouvelle                                                            | (1628-1791)    | 53        | Saint-Louis-en-l'Île               | (1623-1789)    | 189       |
| Cardinal-Lemoine (collège du)                                             | (1628-1791)    | 3         | Sainte-Madeleine-en-la-Cité        | (1539-1791)    | 28        |
| Sainte-Chapelle                                                           | (1541-1790)    | 10        | Sainte-Madeleine-la-Ville-l'Évêque | (1598-1789)    | 81        |
| Saint-Christophe-en-la-Cité                                               | (1597-1747)    | 8         | Sainte-Marie-du-Temple             | (1581-1791)    | 14        |
| Saint-Pierre-du-Gros-Caillou                                              | (1738-1789)    | 32        | Sainte-Marguerite                  | (1637-1789)    | 109       |
| Saint-Cosme                                                               | (1539-1791)    | 31        | Sainte-Marine                      | (1634-1791)    | 9         |
| Sainte-Croix-en-la-Cité                                                   | (1548-1791)    | 11        | Saint-Martial                      | (1527-1722)    | 6         |
| Saint-Denis-de-La-Châtre (pour Chartre)                                   | (1550-1698)    | 4         | Saint-Martin et Saint-Marcel       | (1546-1791)    | 36        |
| Saint-Étienne-du-Mont                                                     | (1530-1790)    | 161       | Saint-Médard                       | (1545-1789)    | 79        |
| Saint-Eustache                                                            | (1529-1789)    | 395       | Saint-Merry                        | (1536-1789)    | 86        |
| Sainte-Geneviève-des-Ardents                                              | (1551-1747)    | 7         | Saint-Nicolas-des-Champs           | (1580-1789)    | 299       |
| Saint-Germain-l'Auxerrois                                                 | (1528-1789)    | 336       | Saint-Nicolas-du-Chardonnet        | (1536-1790)    | 81        |
| Saint-Germain-le-Vieux                                                    | (1545-1791)    | 24        | Sainte-Opportune                   | (1541-1791)    | 16        |
| Saint-Gervais                                                             | (1531-1789)    | 143       | Saint-Paul                         | (1539-1790)    | 205       |
| Saint-Hilaire                                                             | (1574-1791)    | 20        | Saint-Philippe-du-Roule            | (1697-1790)    | 10        |
| Saint-Hippolyte                                                           | (1604-1791)    | 36        | Saint-Pierre-de-Chaillot           | (1620-1789)    | 29        |
| Saint-Honoré                                                              | (1593-1791)    | 5         | Saint-Pierre-aux-Bœufs             | (1578-1790)    | 8         |
| Saints-Innocents                                                          | (1581-1786)    | 15        | Quinze-Vingts                      | (1636-1791)    | 14        |
| Saint-Jacques-du-Haut-Pas                                                 | (1567-1790)    | 45        | Saint-Roch                         | (1578-1790)    | 181       |
| Saint-Jacques-le-Majeur                                                   | (1525-1789)    | 113       | Saint-Sauveur                      | (1547-1792)    | 108       |
| Saint-Jacques-l'Hôpital                                                   | (1616-1791)    | 6         | Saint-Sépulcre                     | (1674-1791)    | 2         |
| Saint-Jean-en-Grève                                                       | (1515-1791)    | 121       | Saint-Sulpice                      | (1537-1790)    | 449       |
| Saint-Jean-de-Latran                                                      | (1592-1791)    | 8         | Saint-Victor                       | (1594-1791)    | 2         |
| Saint-Jean-le-Rond                                                        | (1607-1791)    | 11        | Répertoires                        |                | 81        |
| Saint-Josse                                                               | (1527-1791)    | 9         | Publications de bans               | (1642-1790)    | 47        |
| Saint-Landry                                                              | (1527-1791)    | 15        | État civil des protestants         | (1680-1790)    | 15        |
| Source : État sommaire des Archives anciennes de la Seine brûlées en 1871 |                |           |                                    |                |           |

Il faut ajouter à ce recensement les registres paroissiaux des communes totalement annexées à Paris en 1860 :
| Saint-Denys-de-la-Chapelle                    | (?-?) | ? | Saint-Germain-de-Charonne         | (?-?)    | ? |  |  |  |
| Saint-Jacques-Saint-Christophe-de-la-Villette | (?-?) | ? | Saint-Jean-Baptiste-de-Belleville | (?-?)    | ? |  |  |  |
| Saint-Lambert-de-Vaugirard                    | (?-?) | ? | Saint-Pierre-de-Montmartre        | (1565-?) | ? |  |  |  |
| Notre-Dame-d'Auteuil                          | (?-?) | ? |                                   |          |   |  |  |  |

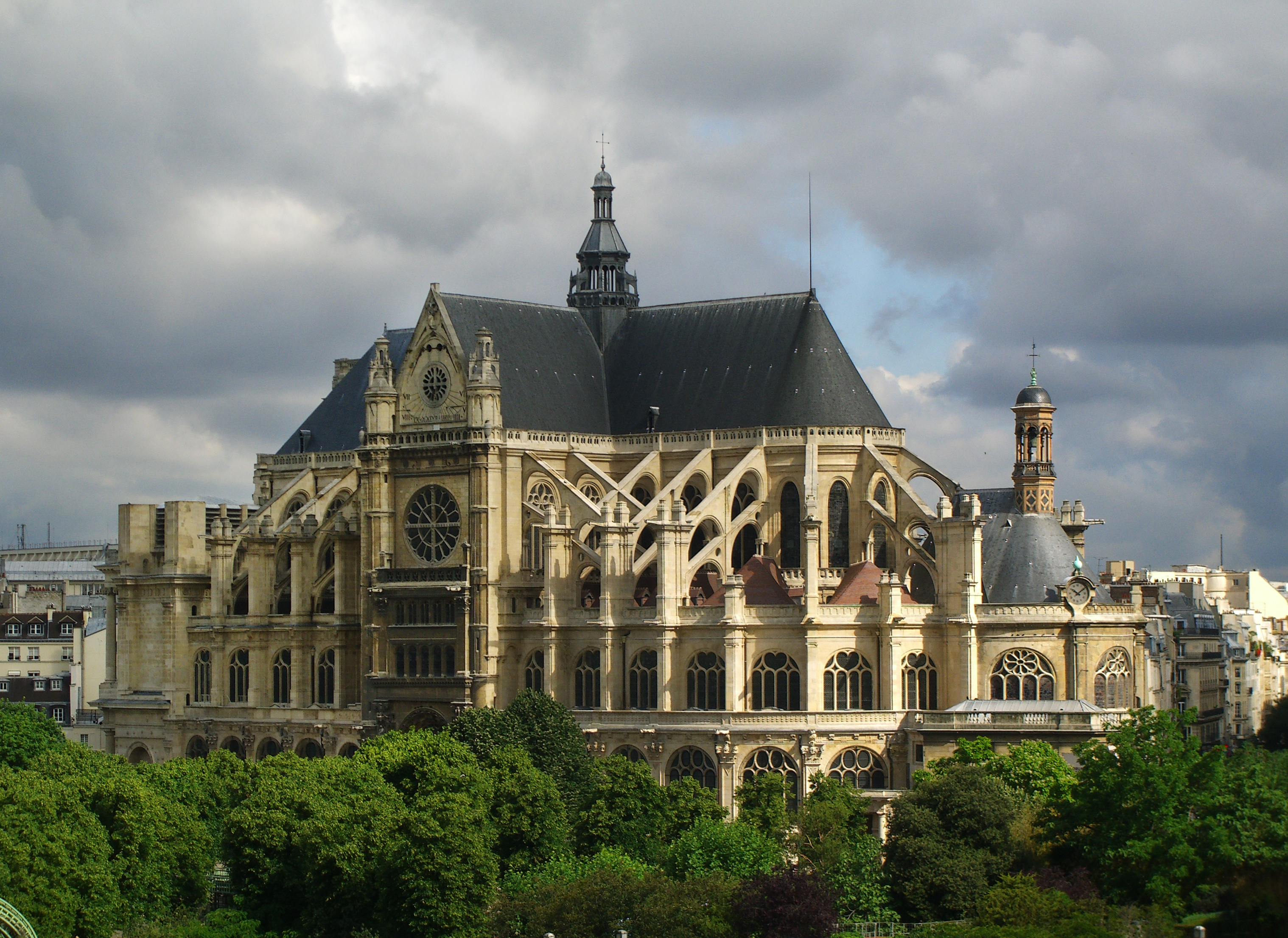
L'église Saint-Eustache.

Communes de l'ancien département de la Seine.

Ce qui a survécu ne tient qu'en 29 articles. Une formulation ambiguë du dernier guide des Archives de Paris laisse penser que de nombreux registres ont été sauvegardés. Par exemple, il fait mention d'un registre de Saint-Eustache pour la période 1529-1748, alors que cette paroisse comptait 395 registres allant de 1529 à 1789.
Les registres mentionnés sont des recueils d'extraits dressés par Abraham Charles Guiblet. Ils se rapportent à des personnes nobles ou notables et peuvent être très courts, voire n'indiquer que le nom d'un parrain ou d'un témoin. Ils sont conservés au Département des manuscrits de la Bibliothèque nationale de France. Certains sont numérisés :
- paroisse de Saint-Eustache (Gallica) ;
- paroisse de Saint-Nicolas-du-Chardonnet (Gallica) ;
- paroisse de Saint-Sauveur (Gallica) ;
- paroisse de Saint-Jean-en-Grève (Gallica) ;
- paroisse de Saint-André-des-Arcs (Gallica) ;
- paroisse de Saint-Sulpice (mortuaires) (Gallica) ;
- paroisse de Saint-Sulpice (baptêmes) (Gallica) ;
- paroisses de la Madeleine de la Ville-l'Évêque, Saint-Honoré, Saint-Landry, Saint-Médard, Saint-Merry, Saint-Roch (Gallica).

### Communes de l'ancien département de la Seine
Les destructions imputables à la Commune concernent non seulement les originaux déposés à l'annexe de l'Hôtel de Ville, située 4 avenue Victoria, mais aussi les doubles de la collection du Greffe, anéantis dans l'incendie du Palais de justice le 24 mai 1871. Le sinistre a détruit une grande partie des registres paroissiaux (antérieurs à 1793) et d'état civil (de 1793 à 1859) des communes de l’ancien département de la Seine. La situation varie selon la nature de leur rattachement à Paris en 1860 : 
- localités totalement annexées (Auteuil, Batignolles-Monceau, Belleville, Bercy, Charonne, Grenelle, La Chapelle, La Villette, Montmartre, Passy et Vaugirard) : tout a disparu en même temps que les registres des arrondissements parisiens, originaux comme doubles[41] ;
- localités  partiellement annexées (Aubervilliers, Bagnolet, Clichy, Gentilly, Ivry, Montrouge, Neuilly, Pantin, Le Pré-Saint-Gervais, Saint-Mandé, Saint-Ouen et Vanves) ou non annexées (reste de ce qu'on nomme aujourd'hui la Petite couronne) : les originaux étant conservés sur place, ils sont toujours consultables aux archives communales s'ils n'ont pas été déposés, selon le cas, aux Archives départementales des Hauts-de-Seine, de Seine-Saint-Denis et du Val-de-Marne[41]. Les doubles ont disparu, sauf ceux des tables décennales de 1793 à 1859[42].

## Reconstitution de l'état civil (1872-1897)

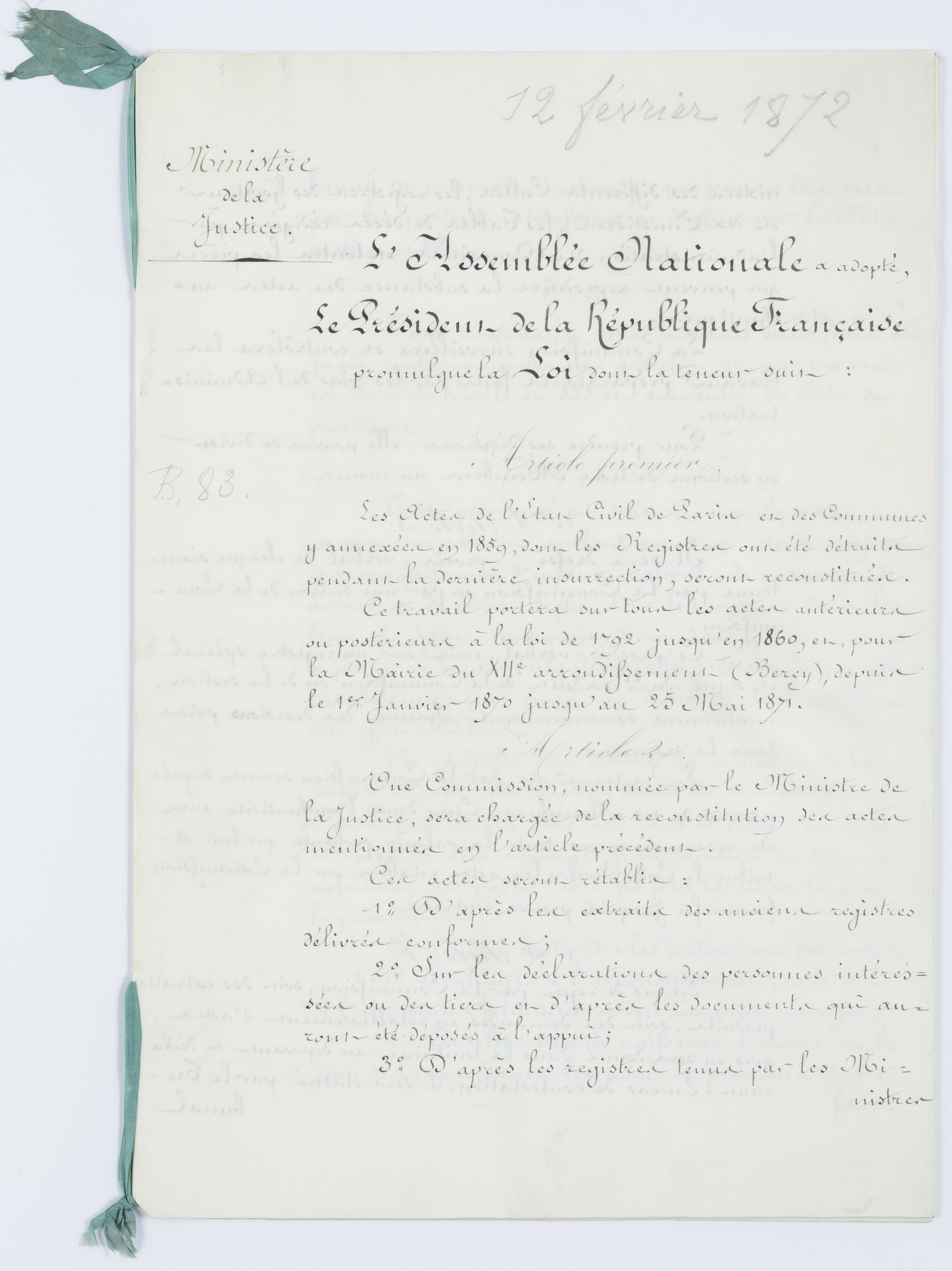
Loi du 12 février 1872 sur l'état civil parisien. Archives nationales A//1359

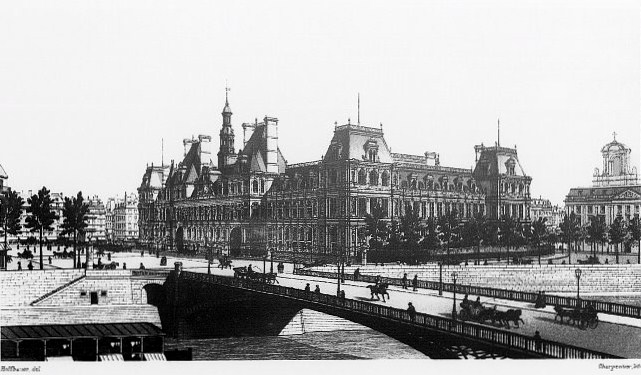
L'hôtel de ville de Paris au début du XXe siècle.

Pour remédier aux destructions, une commission créée par la loi du 12 février 1872 est chargée de reconstituer l’état civil parisien antérieur à 1860. Ce travail s'effectue par recoupements avec des papiers de famille (faire-part notamment), des actes notariés, des relevés d'actes paroissiaux et d'état civil réalisés avant 1871, par des archivistes comme Auguste Jal, pour certaines personnalités notamment. Mais ce sont surtout les registres de catholicité couvrant la période de 1793 à 1860 qui sont sollicités : conservés dans les paroisses, ils n'ont pas été incendiés.
Assortis de fiches alphabétiques permettant la recherche, les actes sont reconstitués en double exemplaire selon trois modes distincts : 
- par production d'extraits authentiques élevés au rang d'originaux (série A) ;
- par enregistrement des déclarations de particuliers (série B) ;
- sur la base de papiers que l’administration possède ou de registres qu’elle se fait céder - reconstitution dite « d'office » (série C)[44].

Cette opération dure jusqu’en 1897 et prend fin faute de crédits<. Elle permet de rétablir un peu plus de 2,6 millions d’actes, datant pour la plupart du XIXe siècle. Seuls 347 000 actes ont été rétablis pour l'Ancien Régime, dont cinq seulement du XVIe siècle. L'ensemble ne représente qu'un tiers des documents détruits. Les actes de naissance sont les plus nombreux  (environ 1 422 000 actes allant de 1550 à 1859), contre quelque 922 000 actes de décès allant de 1568 à 1859 et 322 000 actes de mariage allant de 1630 à 1859. Mais la grande majorité des données, notamment celles qui concernent les familles sans postérité, est perdue à jamais.
Les actes reconstitués sont conservés aux Archives de Paris. Leur double, déposé au fort de Montlignon (Val-d'Oise), disparaît dans un incendie en juin 1974.

## Seconde reconstitution (1941-1958)
Une seconde reconstitution de l'état civil est effectuée, de 1941 à 1958, à l'initiative de l'archiviste François Jourda de Vaux de Foletier (1893-1988), directeur des archives de la Seine. Appelée « seconde reconstitution », établie surtout avec des papiers donnés par les familles ou des ouvrages et dictionnaires biographiques, cette collection comprend plus de 400 cartons classés par ordre alphabétique de noms de famille, répartis en naissances, mariages (répertoriés au seul nom de l'poux) et décès.
Les Archives de Paris continuent de recevoir des actes ou des reproductions de documents pour compléter les sources de l'état civil. Ces envois proviennent le plus souvent de particuliers, à la suite de découvertes qu'ils ont faites au cours de leurs recherches. Ils constituent une suite de la « seconde reconstitution » de l'état civil parisien.

## État civil de 1871 à nos jours

### «Actes bâtonnés» (1871)

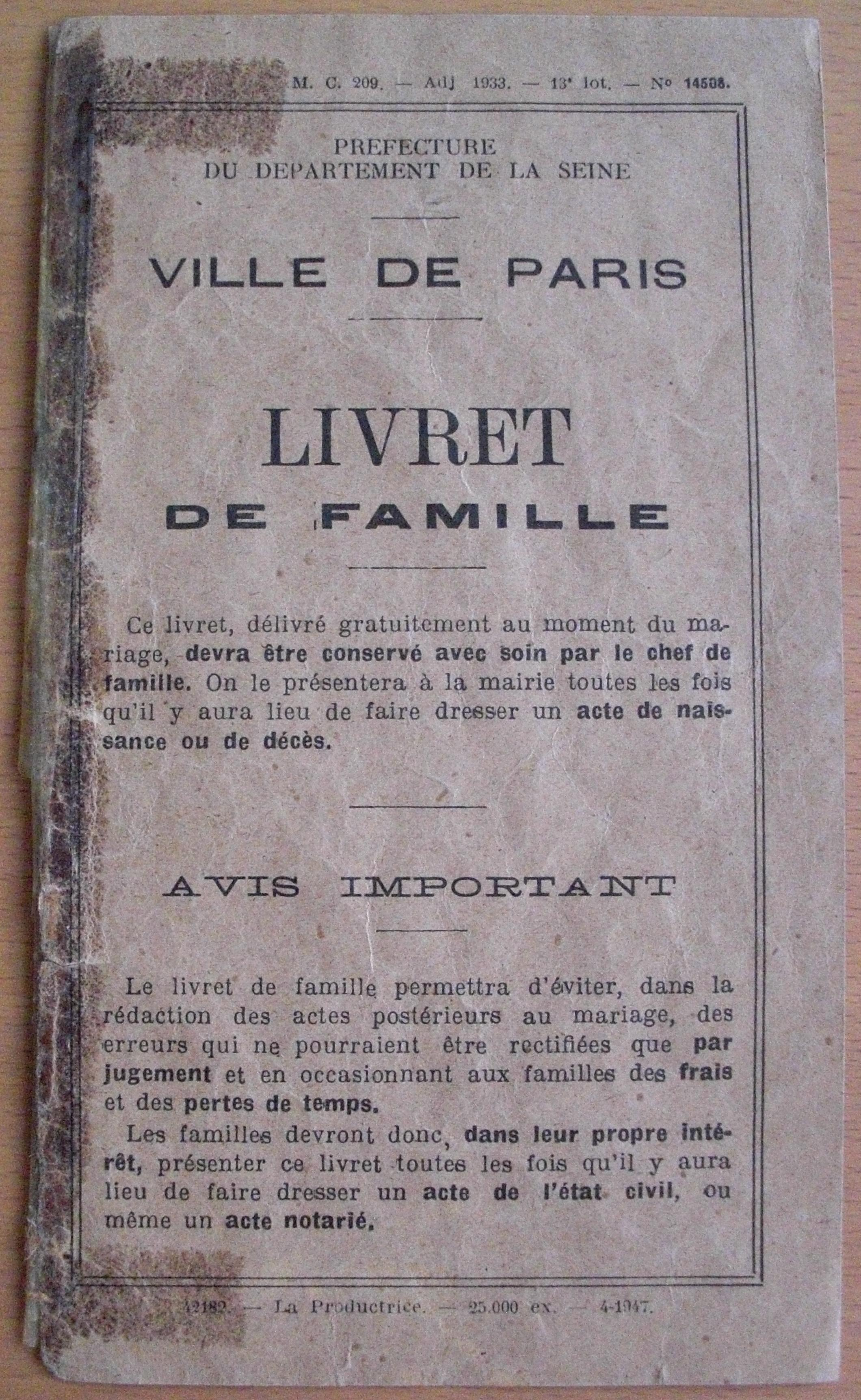
Couverture d'un livret de famille de 1948 à Paris.

Par la loi du 19 juillet 1871, les actes d'état civil enregistrés à partir du 18 mars 1871, pendant la Commune de Paris, sont annulés et refaits entre le 1er août 1871 et le 30 septembre 1871 puis durant les années qui suivent. Ces actes sont dits « bâtonnés ». Seuls les actes refaits sont inscrits dans les tables décennales. Leur date peut donc considérablement différer de celle de l'événement qu'ils transcrivent. Les actes bâtonnés, rendus invalides par la loi, apparaissent toujours dans les registres et leur recherche se fait de façon identique aux autres.
À la mairie du 12e arrondissement, un incendie accidentel détruit les actes de naissance rédigés du 1er janvier 1870 au 25 mai 1871. Rétablis, ces actes sont classés à la suite de ceux de la reconstitution officielle de l'état civil.

### Livret de famille (1877)
La disparition de l'état civil parisien ancien a, pour une bonne part, contribué à la création du livret de famille en 1877 par une circulaire de Jules Simon, président du Conseil et ministre de l'Intérieur. Faisant allusion aux destructions de la Commune, la circulaire précise que « les livrets de famille constitueront en quelque sorte un troisième dépôt des actes d'état civil confié à la garde des intéressés et seront une source de renseignement précieux pour le cas où les registres viendraient à être détruits ».
La loi du 5 avril 1884 relative à l'organisation municipale oblige les mairies à imputer sur leur budget le coût des livrets de famille.

### Mentions marginales
Comme celui de toutes les communes françaises, l'état civil parisien se complète au cours du temps. Les date et lieu de naissance des parents sont précisés sur les actes de naissance depuis le 28 octobre 1922. Des mentions marginales sont progressivement inscrites sur l'acte de naissance : les date et lieu de mariage et la légitimation, depuis la loi du 17 août 1897 ; le divorce, depuis le 10 mars 1932 ; les date et lieu de décès, depuis l'ordonnance du 29 mars 1945.

### Mode d'enregistrement des actes
Primitivement manuscrits, les actes d'état civil parisiens sont dactylographiés à partir du second semestre 1922.

### Transcriptions à la mairie du1erarrondissement

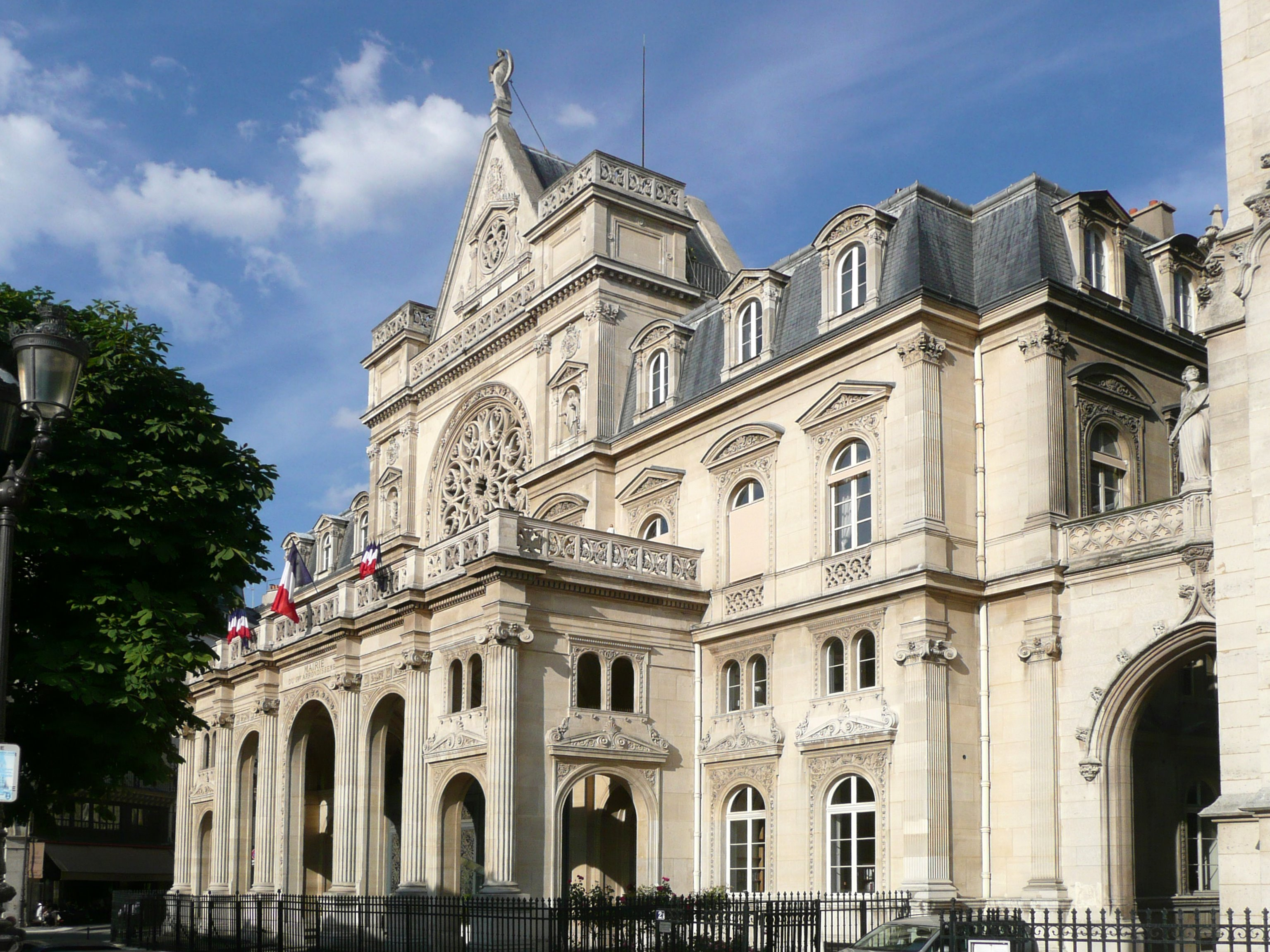
La mairie du 1er arrondissement.

Si le dernier domicile est inconnu, la loi du 10 août 1917 impose de transcrire, sur les registres d'état civil de la mairie du 1er arrondissement de Paris, les actes d'état civil suivants :
- actes de naissance et de décès dressés en mer ;
- jugements déclaratifs de décès ;
- actes concernant les militaires et marins, dans certains cas spéciaux ;
- jugements ou arrêts de divorce, quand le mariage a été célébré dans un territoire occupé par l'ennemi[52].

### Époque actuelle
Les mairies d'arrondissement ont déposé aux Archives de Paris leurs registres d'état civil antérieurs à l'année 1903. Bien qu'elle ne conserve que ses propres registres, la mairie du 1er arrondissement centralise les demandes qui nécessitent des recherches sur tous les arrondissements.
En 1973, la Ville de Paris a passé un accord avec l'Archevêché pour qu'il dépose le double de ses registres de catholicité contenant les baptêmes et mariages catholiques célébrés dans toutes les paroisses parisiennes de 1793 à 1899. Le versement s'est poursuivi jusqu'à l'année 1909. L'autre exemplaire des registres est conservé dans les paroisses.
En juin 1974, le double des actes reconstitués disparaît, avec de nombreuses archives judiciaires, dans l'incendie du fort de Montlignon (Val-d'Oise) où il avait été entreposé.
Avec un état civil original qui ne débute qu'en 1860, la ville de Paris est l'une des rares en France où il s'avère très difficile de retrouver ses origines familiales. La catastrophe de 1871 a mis en évidence l'importance de conserver et de protéger les archives, ce que permet aujourd'hui la numérisation.
Les Archives de Paris ont progressivement mis en ligne :
- l'état civil de 1860 à 1902 et le répertoire des actes reconstitués antérieurs à 1860 (15 décembre 2009)[56] ;
- les tables décennales des naissances, mariages et décès de 1903 à 1932 ; les tables annuelles[57] des mariages de 1933 à 1939 ; les tables annuelles[57] des décès de 1933 à 1954 ; les tables décennales des mariages et des décès de 1955 à 1974 (12 janvier 2016)[58] ;
- les actes de naissance de 1903 ; les actes de mariage de 1903 à 1940[59] ;
- les actes de décès de 1903 à 1986 ; les tables décennales des décès de 1975 à 1984 ;
- les actes de mariage de 1941 à 1945 ; les tables annuelles des décès de 1985 et 1986 ;
- l'état civil reconstitué antérieur à 1860 :
  - actes de naissance (novembre 2020) ;
  - actes de mariage (janvier 2021) ;
  - actes de décès [60] (novembre 2021).

Tout l'état civil parisien ancien est désormais accessible par internet.

## Documents accessibles (mai 2023)
- ÉTAT CIVIL

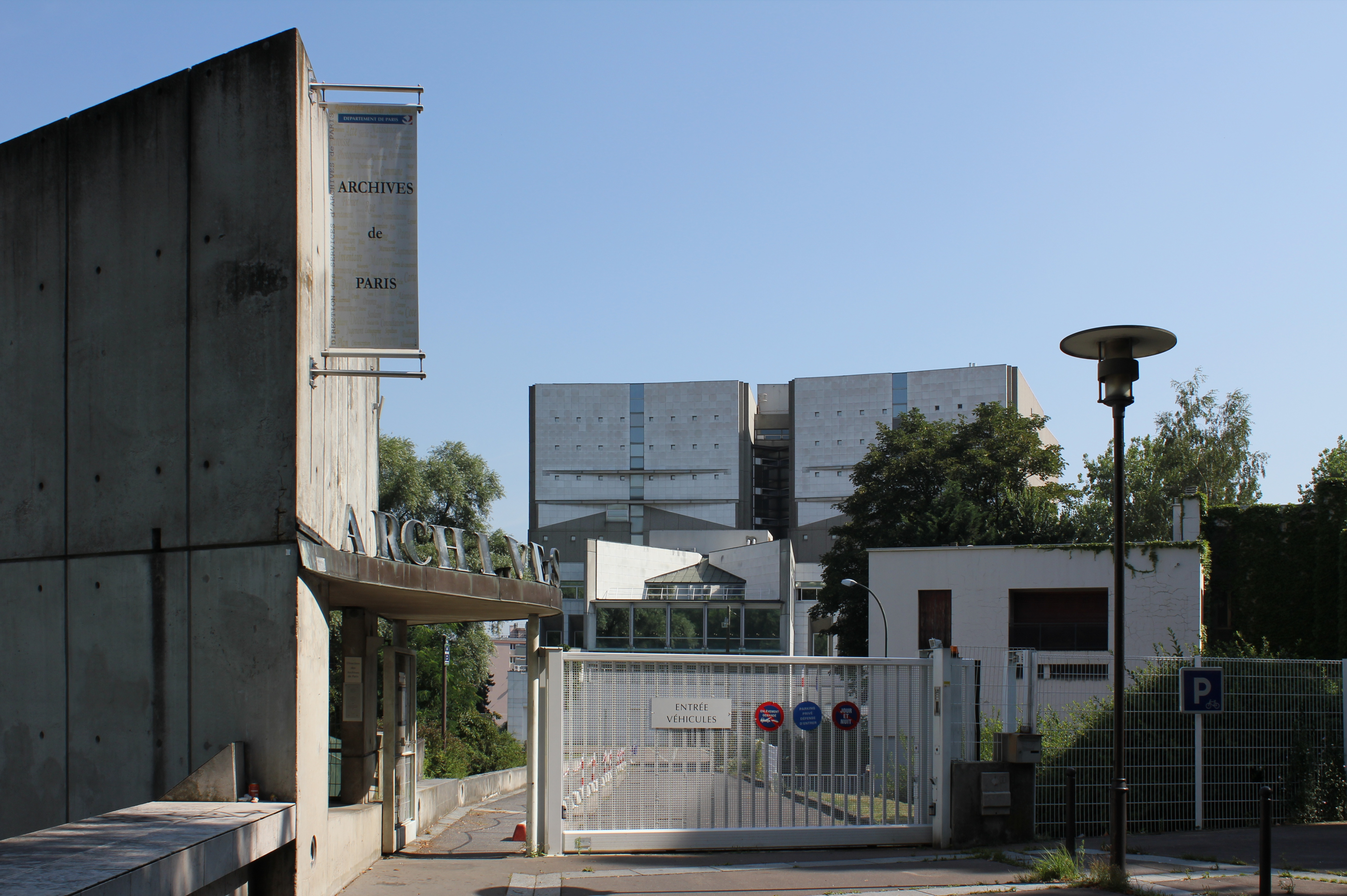
Le bâtiment des Archives de Paris au 18 boulevard Sérurier.

  - conservé dans les mairies des 20 arrondissements - demande en ligne :
    - naissances de 1925 à nos jours,
    - mariages de 1948 à nos jours,
    - décès de 1987 à nos jours ;

  - conservé aux Archives de Paris et mis en ligne :
    - avant 1860 :
      - naissances, mariages et décès du XVIe siècle à 1859 - répertoires alphabético-chronologiques et actes de l'état civil dit « reconstitué » des anciennes paroisses de Paris, des 12 arrondissements anciens et des communes totalement ou partiellement annexées en 1860 ;

    - à partir de 1860 :
      - tables décennales :
        - naissances, mariages et décès jusqu'en 1932,
        - mariages de 1955 à 1974,
        - décès de 1955 à 1984 ;

      - tables annuelles[57] :
        - mariages de 1933 à 1954 (seuls les numéros des actes sont indiqués),
        - décès de 1933 à 1954 (seuls les numéros des actes sont indiqués) et de 1985-1986 ;

      - actes :
        - naissances jusqu'en 1922,
        - mariages jusqu'en 1947,
        - décès jusqu'en 1986 ;

  - consultable sur place aux Archives de Paris :
    - actes de la seconde reconstitution (V.5. E) ;
    - 29 registres d'actes paroissiaux ou d'état civil des XVIIIe et XIXe siècles non détruits en 1871 (V.6. E 1-29) ;
    - naissances de 1923 et 1924.

- CATHOLICITÉ
  - baptêmes, mariages et sépultures du XVIe siècle à 1792 - une cinquantaine de registres paroissiaux, composés majoritairement d'extraits, conservés aux Archives nationales et à la Bibliothèque nationale[61] ;
  - baptêmes, mariages et sépultures de toutes les églises parisiennes de 1793 à 1909 (avec des lacunes) :
    - premier exemplaire conservé en paroisse (registre unique pour les sépultures),
    - second exemplaire (baptêmes et mariages uniquement) déposé aux Archives de Paris par l'Archevêché ;

  - baptêmes, mariages et sépultures de toutes les églises parisiennes de 1910 à nos jours - conservés en paroisse ou à l'Archevêché (archives dites « diocésaines »).

## Sources de substitution

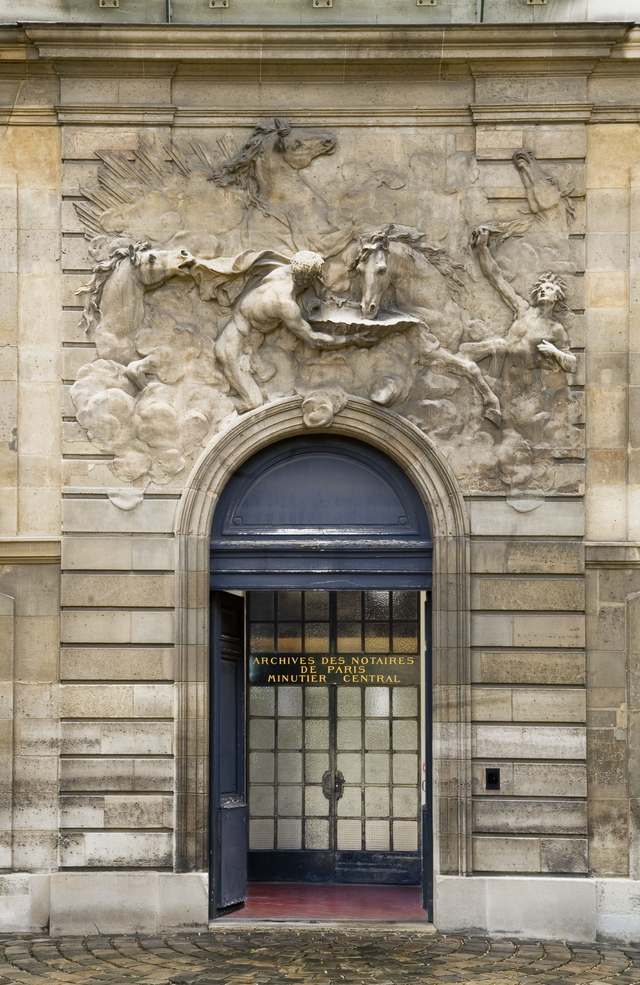
Archives nationales. Cour des Chevaux du Soleil. Entrée du Minutier central des notaires de Paris.

### Minutes notariales
La source principale permettant de compenser les lacunes de l'état civil parisien reste le « Minutier central des notaires de Paris ». Il a été créé en 1932 en application de la loi du 14 mars 1928, qui autorise les notaires du département de la Seine à déposer, aux Archives nationales, leurs actes vieux de plus de 125 ans. Il regroupe 100 millions de minutes passées entre la fin du XVe siècle et le début du XXe siècle dans le 122 études notariales parisiennes, numérotées de I à CXXII. Contrats de mariage, testaments, inventaires après décès et maints autres documents, dont toutes sortes de contrats, témoignent de la vie quotidienne des parisiens depuis la fin du Moyen Âge.
S'ils permettent de compenser les lacunes de l'état civil antérieur à 1860, ces documents intéressent aussi le chercheur en histoire locale, sociale, démographique ou épidémiologique.

### Enfants assistés
Les Archives de Paris conservent divers répertoires d'admission d'enfants trouvés, abandonnés, orphelins ou secourus, dits « assistés ». Ils vont de 1742 à 1924, avec une lacune de 1748 à 1754. Accessibles en ligne, ils fournissent un numéro matricule qui permet de consulter sur place le dossier d'admission.

### Archives militaires
Le Service historique de la Défense (SHD), basé au château de Vincennes, conserve les dossiers du personnel militaire. On y trouve de nombreuses copies (parfois intégrales) d'actes de l'état civil parisien. Les répertoires nominatifs des dossiers de carrière des officiers sont accessibles en ligne. Sur place sont consultables les registres matricules de l'ensemble des corps d'armée où sont enregistrés, pour chaque soldat, les date et lieu de naissance, le  domicile, le nom des parents et celui de l'épouse.
Les Archives de Paris conservent des documents relatifs au recrutement militaire du département de la Seine. Ils comportent des tables alphabétiques (1872-1940) et des registres matricules (1887-1921). Ces archives sont consultables en ligne.

### Élections
Les Archives de Paris conservent deux fichiers d'électeurs masculins. Le premier concerne les électeurs de la capitale de 1860 à 1870. Le second recense les électeurs du département de la Seine pour lesquels une modification (radiation ou nouvelle inscription) a été faite sur les listes électorales entre 1921 et 1939. Ces documents sont accessibles en ligne.

### Recensements
Les recensements de population (administrativement appelés « dénombrements ») sont une source généalogique précieuse car leurs listes nominatives permettent de reconstituer des familles partageant le même domicile. Ils avaient lieu tous les cinq ans environ, sauf aux périodes de guerre. La capitale n'en a organisé que quatre (en 1926, 1931, 1936 et 1946). Ils sont accessibles en ligne sur le site des Archives de Paris Celui de 1946 n'est consultable que sur place.

### Légion d'honneur
La base Léonore permet de consulter en ligne une grande partie des dossiers de titulaires de l'Ordre national de la Légion d'honneur. Bon nombre d'actes de naissance antérieurs à 1860 permettent de combler les lacunes de l'état civil parisien.

### Hôpitaux
L'Assistance publique - Hôpitaux de Paris (AP-HP) conserve de nombreuses archives pouvant remonter au Moyen Âge. Les plus anciens registres d'hospitalisation sont numérisés et mis en ligne pour un million de pages environ. Des « registres de population » consignent entrées, sorties, naissances et décès. Pour chaque hôpital, il existe deux types de documents, généralement annuels : des répertoires alphabétiques, qui permettent de trouver une personne ; des registres chronologiques qui précisent l'état civil, la cause de l'admission, voire du décès.

### Cimetières
Les cimetières parisiens détiennent des registres d'inhumation dont les plus anciens datent de 1786. Ils sont consultables en ligne, sur le site des Archives de Paris, pour la période allant de 1804 à 1970.

### Autres sources
Certains ouvrages contiennent de nombreuses copies d'actes paroissiaux et d'état civil parisiens :
- Auguste Jal, Dictionnaire critique de biographie et d'histoire, éditions Plon, 1867, 1326 p. (lire en ligne) ;
- Eugène Piot, État civil de quelques artistes français, Paris, Librairie Pagnerre, 1873, 132 p. (lire en ligne) ;
- Yolande de Brossard, Musiciens de Paris 1535-1792, Paris, Picard, 1965.